# راهنمای مجلات دسترسی آزاد (دوآج)
فهرست راهنمای مجلات دسترسی آزاد (به انگلیسی: Directory of Open Access Journals) که با نام DOAJ نیز شناخته می‌شود، یک فهرست راهنما از مجلاتی است که مقالات خود را به صورت دسترسی آزاد منتشر می‌کنند.

مأموریت اصلی این پایگاه افزایش مشاهده پذیری، دسترس پذیری، شهرت، استفاده بیشتر از مجلات دسترسی آزاد بدون محدودیت‌های جغرافیایی و زبانی است.

مجلات برای نمایه شدن در این پایگاه نیاز به یک سطح از استاندارد تعریف شده از سوی DOAJ دارند. درخواست‌های ثبت شده توسط مجلات برای نمایه سازی در DOAJ توسط یک هیئت داوری بررسی می‌شوند و پس از ارزیابی مجله، در صورت رعایت استانداردها مجله در این پایگاه نمایه خواهد شد.

## تاریخچه
این پایگاه در سال ۲۰۰۳ در دانشگاه لوند سوئد با نمایه سازی ۳۰۰ مجله دسترسی آزاد راه اندازی شد. امروزه (تا مارس ۲۰۲۵) این پایگاه با نمایه سازی بیش از ۱۳۰۰۰ مجله دسترسی آزاد در تمام زمینه‌های علم، فناوری، پزشکی، علوم اجتماعی و علوم انسانی از ۱۳۶ کشور دنیا به کار خود ادامه می‌دهد.

## جستجو در پایگاه
این پایگاه دو نوع جستجو را برای کاربران فراهم آورده‌است که عبارتند از:
- جستجوی کلیدواژه ای
- نمودار درختی موضوعات (شامل ۲۰ حوزه کلی که به موضوعات ریزتر تقسیم می‌شوند)